# František Karel Drahoňovský
František Karel Drahoňovský (12. června 1812 Bělá u Turnova – 10. února 1881 Brandýs nad Labem) byl český básník-humorista, občanským povoláním státní úředník.

## Život
V tvorbě se zaměřil na „deklamovánky“, básně vhodné k přednesu. Profesionální česká kultura v 50. a 60. letech 19. století prakticky neexistovala, ochotnických divadelních souborů bylo málo a lidé se bavili mimo jiné tím, že na společných setkáních zpívali a recitovali. Na podobných zábavách v řadě míst začal český národní život - zorganizovat zpěv a přednes je mnohem jednodušší, než například divadelní představení. Poptávka po humorných a satirických verších byla tehdy velká a Drahoňovský si ve své době získal všeobecnou oblibu. Jeho poezie se vyznačovala invencí, plynulým spádem a působivým vtipem. Ke konci života už ohlas nebyl tak velký — společnost se přece jen posunula dál —, ale básně byly stále známé, občas se ještě recitovaly a pamětníci oceňovali jejich někdejší přínos k povzbuzení české kultury.

## Dílo
Drahoňovského básně jsou inspirovány dílem Františka Jaromíra Rubeše. Otiskovaly je časopisy Květy, Česká včela, Lumír a Humoristické listy. Roku 1860 vydal spolu s J. Koublem humoristický almanach Krakonoš. Samostatně napsal sbírky:
- Žertovný deklamátor (1865)
- Veselé deklamace (1879)